# Історія гірничої справи

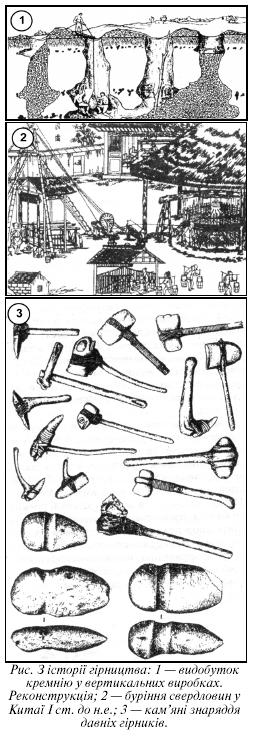
Історія гірничої справи.JPG

Історія гірництва.JPG

Історія гірничої справи — розділ історії, який вивчає історію розвідки, видобування і первинної переробки корисних копалин.

## Історія гірничої справи у світовому вимірі

Вугільні промисли.JPG

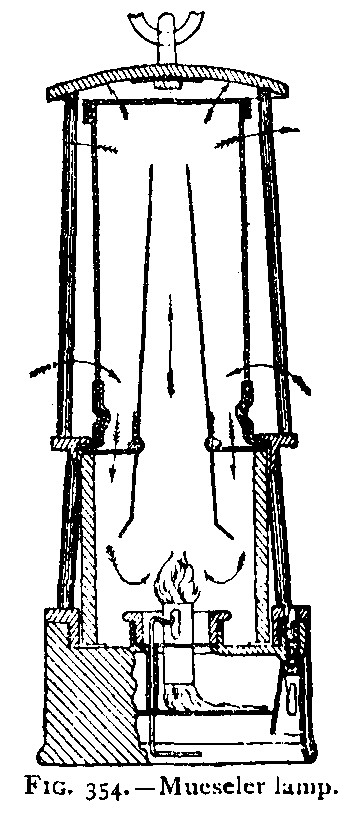
Шахтарська лампа.

Ранні археологічні свідчення про гірничі розробки відносяться до ранньої кам'яної доби. Мідь видобувалась вже близько 5000 року до нашої ери. Мідь, золото і гравій видобувались за 3000 роки до нашої ери в Єгипті. Залізна руда видобувалась у 8 сторіччі до нашої ери в Альпах, кам'яне вугілля відоме в Британії вже в 9 сторіччі.
Початок видобування корисних копалин поринає в сиву давнину. Ще первісна людина для виготовлення кам'яних знарядь праці вимушена була шукати і використовувати камінь, який добре піддавався обробці. Зокрема, в Україні на Донбасі виявлені древні шахти кам'яної доби для видобутку кременю.
Однак по-справжньому гірнича справа почала розвиватися в період рабовласницького ладу. В цей час в сферу видобування залучаються родовища мідних та олов'яних руд, свинцю, золота, срібла, стибію, а також асфальт та будівельні матеріали. Для розробки руд використовувались бронзові знаряддя праці.
Величним пам'ятником гірничій справі та будівництву старовини є Великі Єгипетські Піраміди, під якими розуміють піраміди фараонів Хеопса, Хефрена та Мікерина, які правили Єгиптом майже 3 тис. років до нашої ери. Вони стоять поряд на околиці м. Каїра з боку Лівійськової пустелі. Піраміди складені з блоків вапняку масою від 2,5 до 70 т. Добування вапняних блоків велося в кар'єрах на східному березі Нілу. Відокремлення блоків від масиву, імовірно, здійснювалося за допомогою так званого «клинового способу». Він зводиться до пробурювання отворів по контуру блоку, після чого в отвори забивали спеціальні дерев'яні клини і поливали їх водою. Набухаючи, дерев'яні клини відривали блоки від масиву.
До мегалітичних пам'ятників гірничій справі належать також кам'яні блоки, які видобували для гігантських фігур на острові Пасха, знаменита «Баальбекська тераса» в ліванській долині Бекаа (тут в каменоломні знаходиться найбільший з відомих оброблений людиною камінь — його вага понад 1000 т), велетенські блоки в Саксайуамані (інкська кладка).
В доколумбовій Америці в період між ІІ тисячоліттям до н. е. і І ст. н. е. (так званий формативний або прото-класичний період) з'являються оригінальні ступінчасті піраміди з храмом або вівтарем на верхньому майданчику («культура пірамід», Теотіуакан). Численні палацові будівлі, інженерні та оборонні споруди індіанців Америки потребували видобутку каменю та глини. Для обробки каменю застосовували кам'яні та бронзові знаряддя, транспортували їх без допомоги коліс. Широко використовувалася сирцева цегла.
В Україні відомі велетенські рукотворні кургани — так звані «піраміди степів» датовані IV-ІІ тис. до н. е., довжина яких сягає 200 м, сучасна висота — 10 м.
В І тис. до н. е. активно розвивається Г.с. в так званому Старому Світі. Наприклад, у Китаї ведеться розробка тисяч родовищ руд заліза, міді, олова. Тут вперше починають видобуток соляних розчинів за допомогою свердловин, які бурять на глибину до 900 м.
В античному світі (стародавні Греція та Рим) головним фактором розвитку виробничих сил було широке застосування нового металу — заліза. Масштаби гірничих робіт досягли великих розмірів і охоплюють, крім родов. заліза, родов. руд міді (Кіпр), золота (о-ви Сіфнос і Тасос, Фракія), срібла (Лавріонські копальні, Сіфнос, Македонія, Лідія та ін.). З розвитком феодальних відносин відбувалися значні зрушення в розвитку гірничої справи Європи, Закавказзя, Середньої Азії. Високого рівня гірнича справа досягла в середні віки в Центральній Європі (Чехія, Саксонія, Франція). Тут формуються гірничі райони, міста рудокопів (Фрайберг, Гарц, Мансфельд, Тироль, Богемія, Шварцвальд та інше …).
Картина поступового освоєння людством мінеральних ресурсів планети спочатку відкривається з міфів і народних епосів («Пісня про нібелунгів», «Золоте руно»), продовжується у історичних та релігійних працях й спеціальних природознавчих (гірничо-металургійних) трактатах. Так у «Пісні про Гільгамеша» (кінець ІІІ — початок ІІ тис. до Р. Х.) зустрічаються згадки про золото, срібло, палаци і будинки з каміння і цегли, в тому числі випаленої. У давньоіндійському епосі («Магабхарата», «Маркандет-Пурана» та інш.) є багато посилань на золото, олово, залізо, перли та інші мінеральні копалини. У Біблії згадуються близько двох десятків мінералів. Тіт Лукрецій Кар, римський поет І ст. до Р. Х., у своїй філософсько-пізнавальній поемі «Про природу речей» підкреслює важливість відкриття і розробки родовищ металів у загальній історії людства. Пліній (Гай Пліній Секунд, 23 або 24 — 79 р. по Р. Х.) подає ґрунтовну картину розвитку гірництва античності у 33-й і 34-й книгах своєї «Природничої історії» — енциклопедії знань античності. Страбон (64/63 р. до Р. Х. — 23/24 р. по Р. Х.) у своїй «Географії» (17 книг) описав досвід гірничої справи в країнах світу часів античності. «Батько історії» Геродот багаторазово звертається в своїх описах країн до гірничої справи, яку розвивали ті чи інші народи.
Одним із пам'ятників світової історії середніх віків є твір Георгія Аґріколи (1494 −1555, справжнє ім'я — Георг Бауер) «Про гірничу справу і металургію» в дванадцяти книгах. Це — перша енциклопедія гірничої справи і металургії, яка підвела підсумок всьому досвіду людства по видобуванню руди та плавці металів аж до XVI ст. Роки життя та діяльності Аґріколи належать до епохи Відродження, коли в ряді країн Європи почали складатися капіталістичні відносини. Праця Аґріколи протягом двох століть була основним посібником для всіх рудокопів.
Ретроспективний аналіз Г.с. дозволяє відзначити такі основні віхи її розвитку. 7 тис. р. до н. е. і раніше — добування нерудної сировини, 7-5 тис. до н. е. — початок видобутку кольорових металів — міді, золота, олова, сурми, ІХ-ХУІІІ ст. до н. е. — початок видобутку руд заліза, антична доба і сер. віки — початок розробки покладів вугілля та нафти, в XX ст. — радіоактивних мінералів. Як-що брати технології видобутку, то найдавніші — відкритим та шахтним способом, з І тис. до н. е. з'являється свердловинна гірнича технологія, а з 50-х рр. XX ст. — розробка родовищ на морському і океанічному дні.
Що стосується механізації гірничих робіт, то перші машини та механізми з'являються тільки в античний час, у XVI—XVII ст. вони суттєво вдосконалюються, а в XVIII—XIX ст. обладнуються автономним приводом. З другої половини XX ст. починається період комплексної механізації, а в останні десятиліття — автоматизації гірничих робіт. В кінці XX ст. щорічно з надр Землі видобувалося бл. 120 млрд т. гірничої маси і бл. 25 млрд т корисних копалин.
Докладних даних про перші кроки людини у використанні вугілля нема. Однак люди стародавніх часів, безумовно, зустрічались з ним, про що свідчать історичні документи. Старогрецькі філософи Арістотель та Теофраст у своїх працях, які були написані за чотири століття до нашої ери, згадують про горюче каміння, яке «само-опорожнюється» при горінні. Є деякі свідчення, одержані на основі археологічних пошуків, про знайомство з викопним вугіллям племен, що мешкали на території півдня України в Х-ХІ століттях. Жителі прибережних районів Британських островів протягом багатьох століть збирали так зване «морське вугілля», викинуте хвилями моря на берег. Шматки «морського вугілля» рибалки використовували для опалювання своїх жител. Але то були поодинокі приклади, які не дають можливості говорити про великий інтерес людини до вугілля.
У зв'язку з поширенням потреб на залізо уже в середньовіччі виникли труднощі з добуванням у необхідних обсягах деревного вугілля, яке використовувалося для виплавки металів. У міру знищення лісів викопне вугілля починає відігравати все більше значення в промисловості. Особливо сприятливі умови для вуглевидобутку створилися в Англії. Саме тут наприкінці XVII ст. почали будувати вугільні шахти (копальні). Починаючи з цього часу вугілля починають активно видобувати і застосовувати для потреб промисловості, а згодом — транспорту.

## Історія видобування вугілля та руд в Україні
В Україні про кам'яне вугілля на Донецькому кряжі знали давно. В Х-ХІ ст. тут, імовірно, видобували вугілля й виплавляли метал. За деякими даними частину козацької зброї робили з місцевої сировини. Але аж до кінця XVIII ст. видобуток вугілля був дрібним промислом для своїх потреб. Лише з 1800-х років вугілля тут почали видобувати на продаж.
Відкриття вугільних родовищ на Донбасі тривалий час датувалося історичною наукою 1722 роком, а честь першовідкривача приписувалася Григорію Капустіну, який виявив пласти вугілля над річкою Кундрючою та в урочищі Оленячі гори на околиці сучасного м. Лисичанська. За новими даними (В. І. Подов, м. Луганськ, 1991), розвідка кам'яного вугілля на Донбасі велася в кінці другого десятиліття XVIII ст. під керівництвом ландрата (радника Київської губернії з використання природних ресурсів) Микити Вепрейського та управляючого Бахмутськими соляними промислами і коменданта Бахмутської фортеці Семена Чиркова за допомогою місцевих козаків, які, використовуючи вугілля в побуті, і вказали на місце виходу вугільних пластів на поверхню в районі р. Біленької (притоки р. Лугані). В кінці 1721 р ними були зібрані зразки кам'яного вугілля і руди і направлені до камерколегії у С.-Петербурзі з метою його випробування і відповідних аналізів. Для уточнення відомостей щодо віднайденого вугілля з С.-Петербурга у 1722 р був відряджений Григорій Капустін. Таким чином, перші відомості про знахідки кам'яного вугілля і руди у Донецькому краї були зроблені місцевими козаками та адміністрацією краю до експедиції Г.Капустіна.
На кінець XVIII століття було накопичено достатній вітчизняний досвід розвідки і розробки вугілля викопного. Однак розміри його видобування у XVIII столітті були ще незначні, і лише під кінець століття у зв'язку з будівництвом Луганського чавуноливарного заводу видобуток вугілля зріс. На початку XIX ст. при цьому заводі відкривається перша в Україні Гірничозаводська школа. У 1827 р випускник Гірничого кадетського корпусу у С.-Петербурзі гірничий інженер з Харкова Євграф Ковалевський (1790 чи 1792, Харків — 1867, С.-Петербург) виконав перше наукове стратиграфічне і геологічне дослідження Донбасу. Йому ж належить назва «Донецький басейн» від чого згодом було утворено скорочення «Донбас». Процес становлення вугільної промисловості в Україні радикально активізувався після скасування кріпацтва і на початку розвитку капіталізму під кінець XIX століття. В цей час також почав активно розвиватися Криворізький рудний басейн, де будувалися рудні кар'єри та шахти.
До Другої світової війни на вугільних шахтах України переважала ручна праця. Комплексна механізація праці в очисних вибоях почала бурхливо розвиватися з 1948 року, коли українськими та російськими конструкторами було створено комбайн «Донбас». Наступним етапом механізації в кінці 50-х років було створення комплексів на основі гідрофікованого кріплення. Це дозволило звести до мінімуму важкі і небезпечні роботи по кріпленню і обваленню покрівлі у комплексно-механізованих лавах. Впровадження комплексної механізації обумовлює необхідність вирішення проблеми дистанційного та автоматичного управління процесами в очисних вибоях без постійного перебування в них робітників.

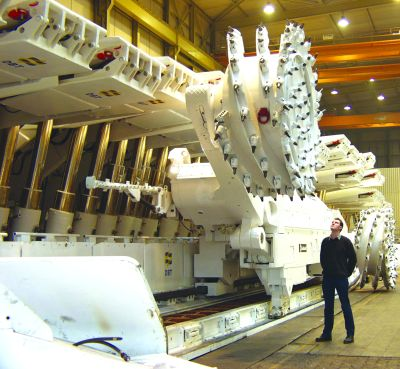
Гірниче обладнання для потужних лав: гідравлічне кріплення, комбайн і конвеєр.

## Перспективи розвитку гірництва
Сьогодні для значного підвищення продуктивності та покращення умов праці шахтарів необхідні пошуки нових напрямків. Розв'язанням цієї проблеми є розробка способів так званої безлюдної технології. Вибої-автомати — це очисні виробки, де нема робітників, а всі процеси автоматично виконуються машинами. Управління цими машинами виконується з ближніх штреків або ходків.
У світовій практиці гірництва спостерігається активний розвиток принципово нових способів видобутку. Яскравий приклад — комплексна технологія видобування і збагачення міді «рідинна екстракція — електроліз» (процес SX/EW), основа якої — свердловинне розкриття родовища, обробка корисних копалин реагентами безпосередньо в пласті, електроліз розчину на поверхні з метою отримання цільового продукту.

## Гірнича освіта
Стандарт вищої освіти України за спеціальністю «Гірництво»  у загальних компетентностях серед іншого передбачає: «Здатність зберігати та примножувати моральні, культурні, наукові цінності й досягнення суспільства на основі розуміння історії та закономірностей розвитку предметної області, її місця у загальній системі знань про природу і суспільство та у розвитку суспільства, техніки і технологій».

## Історія видобутку, переробки і використання окремих корисних копалин
- Історія переробки корисних копалин
  - Історія збагачення корисних копалин
- Використання каменю і глин давньою людиною
- Історія видобутку міді ‎
- Первинний видобуток і переробка благородних металів
- Видобуток благородних металів у добу античності
- Розробка коштовних металів у середньовічній Європі
- Розвиток гірництва в Україні
  - Історія нафто- і газовидобування в Україні
- Початки металургії заліза
- Основні європейські осередки видобутку міді та заліза

### Історичні терміни з гірництва
- Лахтер (гірнича міра)
- Лен (гірнича міра)
- Берггауптман
- Бергмайстер
- Штейгер
- Бергшрейбер
- Гегеншрайбер
- Мінцмейстер
- Гірничі присяжні (присяжні гірничі наглядачі)
- Шербер
- Гіттенмейстер